# Trichocoma paradoxa
Trichocoma paradoxa är en svampart som beskrevs av Jungh. 1838. Trichocoma paradoxa ingår i släktet Trichocoma och familjen Trichocomaceae.   Inga underarter finns listade i Catalogue of Life.